# Královecký Špičák
Královecký Špičák är ett berg i Tjeckien.   Det ligger i regionen Hradec Králové, i den nordöstra delen av landet, 130 km nordost om huvudstaden Prag. Toppen på Královecký Špičák är 880 meter över havet.
Terrängen runt Královecký Špičák är huvudsakligen kuperad, men åt sydväst är den platt.Runt Královecký Špičák är det ganska tätbefolkat, med 75 invånare per kvadratkilometer. Närmaste större samhälle är Trutnov, 12,0 km söder om Královecký Špičák. I omgivningarna runt Královecký Špičák växer i huvudsak blandskog.